# 文心雕龍補注
《文心雕龍補注》，原名《文心雕龍黃注補正》，是李詳對於黃叔琳《文心雕龍輯注》的補注本，1909年出版，1916年收刻於《龍溪精舍叢書》。

## 成書
在書中的序中，他認為黃叔琳《文心雕龍輯注》中有很多錯誤和失校，因此他希望以此書指正當中的錯誤。在出版之前，他曾經將當中的內容收於《國粹學報》第五年第8、9、12、13號和第七年第5號上。

## 內容
在書中，他除了《樂府》、《章表》、《通變》、 《定勢》、《隱秀》、《附會》、《物色》七篇沒有作補注之外，其他43篇都有補注，一共補用一百三十四條，三萬多字，當中有不少是很有價值的注釋資料。在當中，他指正了黃注的錯誤和不完備之處，盡可能將找出語句出處以校正原文，以及對於黃注未及之處加以注釋，並在注釋中說明劉勰的文論思想淵源，此外他還引錄了具體作品以說明劉勰的思想。
思想方面，黃叔琳認為文筆兩者是不分的，而李詳在當中將兩者分開，糾正了劉勰的「無韻者筆也，有韻者文也」的片面性。

## 評價
陳允峰認為，此書補注的態度大致是嚴謹的，例如他在《奏啟》當中只提供了相關材料說明「甄毅考課」是什麼，但是沒有武斷指明具體是什麼文章，保留了後來人思考的空間。但是同時也有一些錯漏，如《宗經》中，雖然他引了《史記·吳王濞傳》以說明問題，但是他所引的句子在同傳之中有更加貼切的。此外也有一些地方誤解了劉勰原意。